# Stanislaw Bonifacy Jundzill
Stanislaw Bonifacy Jundzill (en polaco: Stanisław Bonifacy Jundziłł, en latín: Stanislovas Bonifacas Jundzilas; 1761 - 1847) fue un religioso católico, botánico, taxónomo y explorador polaco. Fue profesor de la Universidad de Vilna.

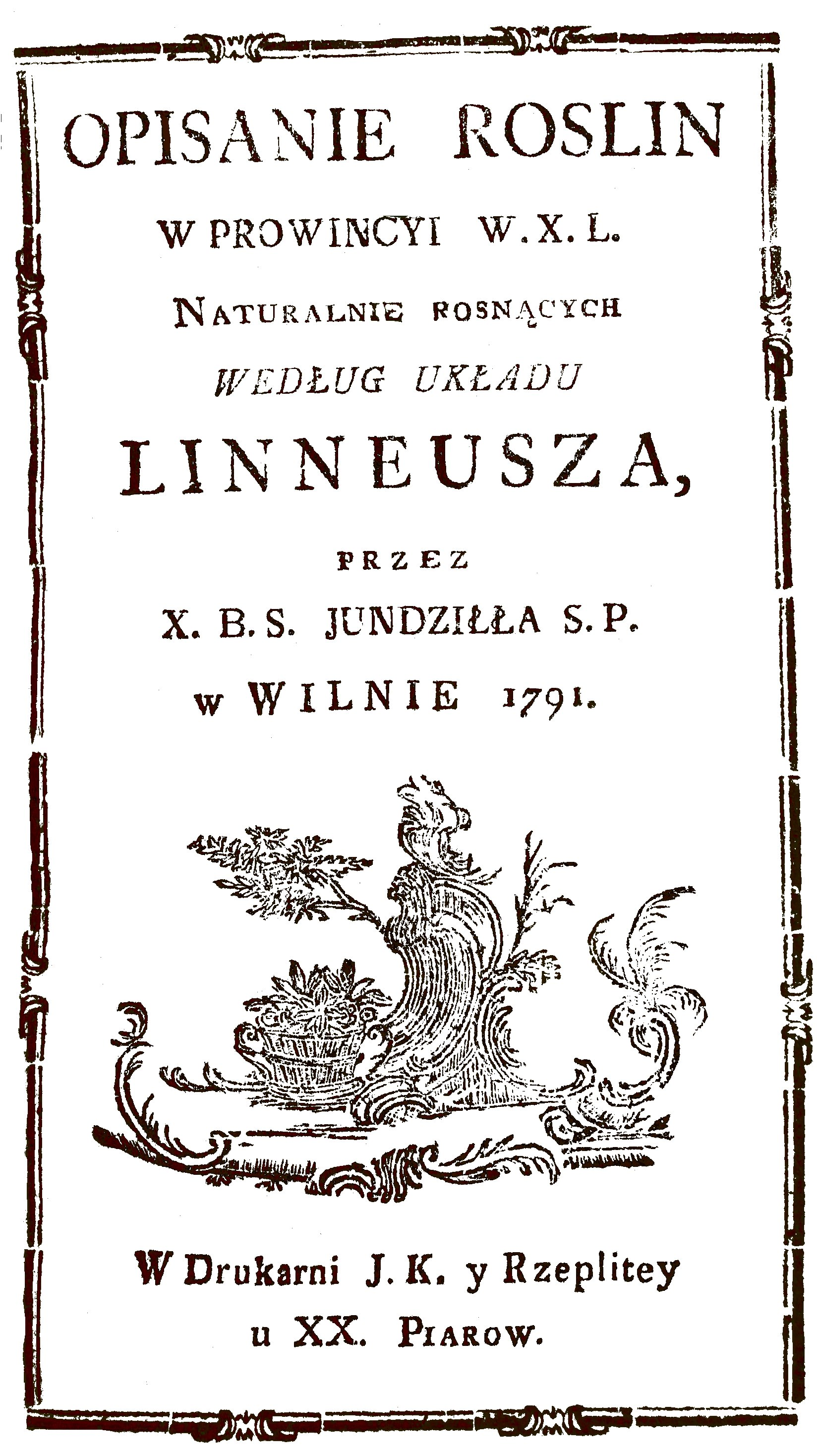
Título de su obra más conocida. (Descripción de las Plantas)

## Biografía
Nació cerca de Vilna, en el distrito de Lida y era hijo del noble Dunin-Jundziłła y de Rose de Dowgiałłów. Venía de nobleza empobrecida, además con muchos hermanos. A pesar de las dificultades materiales, gracias a una habilidad poco común y voluntad se arregló para obtener una educación admirable. A los 14 años de edad, con profesores ocasionales aprendió latín y ruso, bajo la supervisión de sus padres. En 1773, pasó a la práctica con Dowgiałły Kazimierz, un abogado. No fue hasta la tercera dote de mujer de su padre, le permitió ir a la escuela. En los años 1774-1779 estudió en la escuela dirigida por Escolapio, en latín, francés, geografía e historia. Fue entonces cuando ya no podía ver con el ojo derecho.
Al no tener perspectivas, ni riqueza, ni conexiones, se unió a los Escolapios (monasterio en Szczuczyn). Comenzó el noviciado en Lubieszów (1777) y completó sus votos religiosos en agosto de 1779. Desde el principio, entre 1779 a 1780, enseñó en la Escuela escolapia, y en Vilna lógica y metafísica en el monasterio de los Escolapios, a la vez en los veranos de 1781 y de 1783, aprendió en la Schola Principe Ducatus Lithuaniae Magni (Escuela principal del Gran Ducado de Lituania), filosofía y teología. En 1782, cursó física; y química en 1783. Después de un breve descanso en los años 1786 a 1787, asistió a conferencias de química y zoología. Y tomó un curso privado con el profesor de botánica JE Gilibert de historia natural.
Se convirtió en sacerdote en 1784, y fue párroco en Bystrzycki. Este período lo desalentó del clero, especialmente de los jesuitas. Desde 1785, enseñó en la Escuela escolapia en Lituania, física e historia natural. En la escuela fundó un jardín botánico (uno de los primeros en el país) sobre todo a partir de plantas útiles como medios de enseñanza. Y también comenzó a completar el herbario de plantas locales. Junto con sus colegas, reformó la enseñanza local de acuerdo con los lineamientos de la Comisión Nacional de Educación.
También se interesó en insectos. Luego, entre 1790 a 1792, en el Colegio de los Escolapios de Vilna enseñó en polaco (en lugar del habitual lituano) ciencia. Sus conferencias atrajeron incluso a estudiantes universitarios locales. Desde 1792, comenzó a dar conferencias en la Escuela de Varsovia del Gran Ducado de Lituania.

## Actividad científica
Enseñó botánica y otros cursos de ciencias naturales. Fue pionero de la enseñanza de la medicina veterinaria, en Lituania.
Autor de los primeros libros de textos sobre ciencias naturales para los estudiantes de la Universidad de Vilna "Fundamentos de Botánica» ("Początki botaniki", de 1804 a 1805, parte 2); "Curso corto de Zoología» ("Zoologia krótko zebrana", 1807, 3 vols) publicado en varias ediciones.
Con la principal área de investigación en botánica, y estudió también entomología, estudiado migraciones de aves; pionero de la investigación ornitológica en Lituania.
Autor de la primera descripción precisa de la flora de Lituania (en la clasificación de Linneo, "Opisanie roslin w prowincyi WKL naturalnie rosnących według układu Linneusza" (Vilna, 1791; 2ª edición de "Opisanie roślin litewskich" 1811) y "Botánica Aplicada» ("Botanika stosowana") con esas descripciones de la flora, el rey polaco-lituano Estanislao Augusto le concedió una medalla de oro.
También escribió sobre la zoología y la agricultura; autor de numerosos artículos de divulgación y memorias.

## Obra
- Opisanie roślin w prowincji W. X. L. naturalnie rosnących, według układu Linneusza (Descripción de plantas en la provincia de GDL, de acuerdo con el sistema de Linneo) Wilna 1791; przedmowę przedr. Z. Florczak, L. Pszczołowska w: Ludzie Oświecenia o języku i stylu, t. 2, Warszawa 1958

- O źrzódłach słonych i soli stokliskiej, Wilno 1792

- "Dysertacja mineralogiczno-geograficzna o krajach, gdzie się kruszce znajdują, i o wielości rocznego ich wydobywania. W dzień rozpoczęcia publicznych lekcji w Szkole Głównej Litewskiej" (Disertación Mineralógica y países donde están los minerales, y la multiplicidad de su extracción anual. En el día de las lecciones de inicio públicas en la Escuela Central de Lituania), Index lectionum in alma Academia Vilnensi anno 1798; wyd. osobne: Wilno 1798, (tesis doctoral)

- Botanika stosowana, czyli wiadomość o własnościach i użyciu roślin w handlu, ekonomice, rękodziełach, o ich ojczyźnie, mnożeniu, utrzymywania, według układu Linneusza, Wilno 1799

- "Dysertacja o szarańczy i sposobach jej wygubienia, czytana na publicznym posiedzeniu Akad. Wil. w dzień obchodu koronacji... Aleksandra I", Sesja publiczna Uniw. i Akad. Wil. w dzień uroczystego w Wilnie obchodu koronacji Najj. Aleksandra I, Wilno 1801; wyd. osobne: Wilno 1801

- Index plantarum horti botanici Universitatis Vilnensis. Anno 1802, Wilno (1802); wydano także indeksy za lata: 1804, 1808, 1810, 1811 (z dopełnieniem), 1814, 1815, 1817, 1821, 1822, 1823 (z dopełnieniem), 1824, 1825

- Początki botaniki, cz. 1: Fizjologia roślin, Warszawa 1804; cz. 2: Nauka wyrazów, Warszawa 1805; wyd. następne: cz. 1-2, Wilno 1818; wyd. 3 Wilno 1829

- Zoologia krótko zebrana, cz. 1: Zwierzęta ssące; cz. 2: Ptastwo; cz. 3: Płazy i ryby; cz. 4: Owady i robactwo; t. 1-4, Wilno 1807; wyd. następne: cz. 1-2 jako t. 1-2: wyd. 2 Wilno 1824-1825; wyd. 3 Wilno 1827; wyd. 4 Wilno 1829 (na karcie tytułowej t. 2 błędnie podano r. 1827 i określenie Trzecie wydanie)

- O przymiotach potrzebnych w sztuce ogrodniczej rozprawa, brak miejsca wydania 1809

- Opisanie roślin litewskich według układu Linneusza, Wilno 1811

- Opisy różnych przedmiotów historii naturalnej z rycinami kolorowymi, Wilno 1820, (współautor: F. Jurewicz)

- Uwagi nad pismem P. Szymonowicza o dzisiejszym stanie mineralogii, Wilno brak roku wydania

- "Zbiór ułamkowych wiadomości o osobach i zakładach naukowych w dawniejszym i obecnym stanie Wileńskiego Uniwersytetu (Recogida fraccionada de noticias sobre personas e instituciones científicas a estado histórico y actual de la Universidad de Vilna), powst. głównie w roku 1829, uzupełniane w latach: 1833-1834, 1843; fragmenty ogł.: J. Jundziłł Biblioteka Warszawska 1850, t. 1; A. H. Kirkor Pismo zbior. wil. na r. 1859, pp. 117-150; (A. H. Kirkor) Tygodnik Wielkopolski 1872, Nº 51-52 i odb.; 1873, nr 13-27; także wyd. osobne: "Obrazki litewskie. Ze wspomnień tułacza Sobarri", Poznań 1874; L. Janowski Rocznik Towarzystwa Przyjaciół Nauk w Wilnie na r. 1909, t. 3 (1910), pp. 19-52; także przedr. w: "W promieniach Wilna i Krzemieńca", Wilno 1923, pp. 39-71; rękopis zaginiony, 2 fragmenty w Bibliotece Jagiellońskiej, sygn.: 228, 949

- Pamiętniki życia, powst. około 1835-1840, na podstawie notatek prowadzonych w latach 1800-1835; wyd. A. M. Kurpiel, Kraków 1905 jako odb. z Archiwum do Dziejów Literatury i Oświaty w Polsce, t. 13 (1914)sic!; fragmenty przedr. Z. Florczak, L. Pszczołowska w: Ludzie Oświecenia o języku i stylu, t. 2, Warszawa 1958; rękopis w Bibliotece Polskiej w Paryżu, sygn. 245 (do pp. 75 autograf, dalej pisany inna ręką, ale poprawiany przez Jundziłła)

- Bibliophobia, czyli księgowstręt, manuscrito (artículos humorístico-satírico escrito bajo el seudónimo de Lawrence Kostrzyca)

- "Rzut oka na Chowannę B. Trentowskiego", rękopis: Biblioteka PAN Kraków, sygn. 1362, oddz. 5.

Rozprawy ogłaszał ponadto w czasopismach: Biblioteka Warszawska (1850, t. 1), Dziennik Wileński (1805-1806, 1815-1816, 1818, 1821-1822), Kurier Litewski (1818, 1846; tu m.in.: O owadach spadłych w Wilnie, 1846, nr 62), Orędownik Naukowy (tu: O stanie Akademii Wileńskiej za moich czasów, 1841, pp. 292), Pamiętnik Farmaceutyczny Wileński (1822).

## Honores

### Epónimos
Género
- (Brassicaceae) Jundzillia Andrz. ex DC.[1]

Especies
- (Caryophyllaceae) Silene jundzillii Zapał.[2]

- (Rosaceae) Potentilla jundzilliana Błocki ex Th.Wolf[3]

- (Rosaceae) Rosa jundzillii Besser[4]
- La abreviatura «S.B.Jundz.» se emplea para indicar a Stanislaw Bonifacy Jundzill como autoridad en la descripción y clasificación científica de los vegetales.[5]